# Mergellina

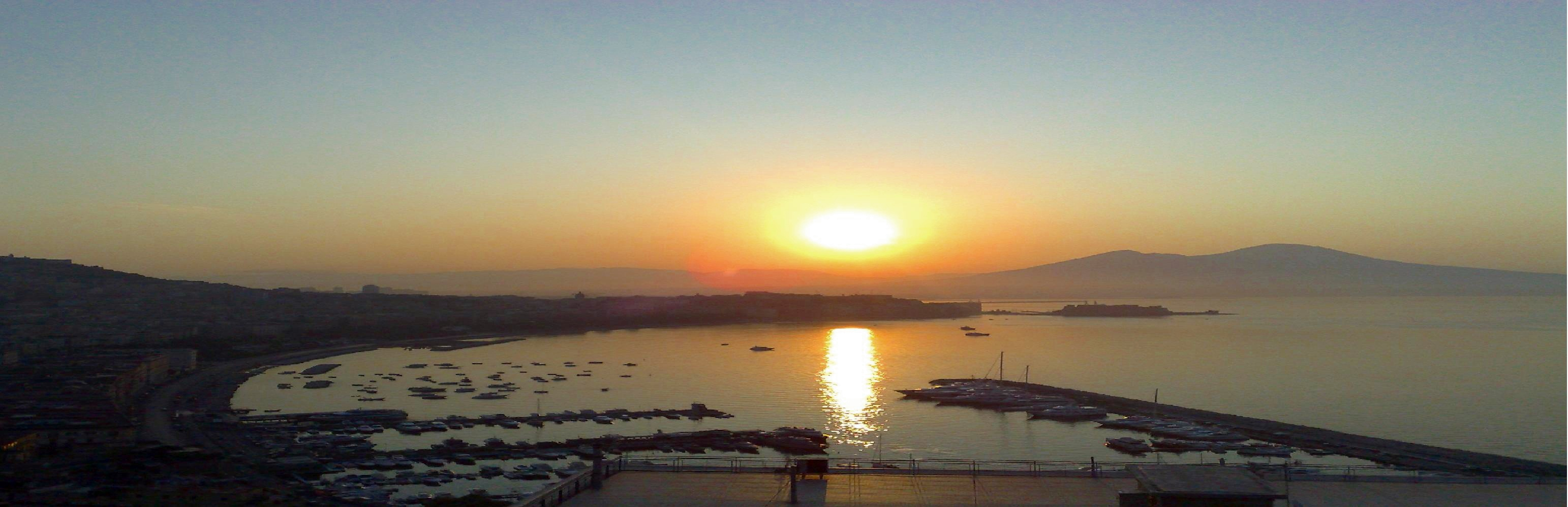
Vista del Golfo de Nápoles con el puerto de Mergellina abajo.

Mergellina (en napolitano Margellìna) es una zona de la ciudad de Nápoles, Italia, situada en el barrio de Chiaia, que se extiende entre el Largo Sermoneta y la Torretta, tocando Piedigrotta y la riviera di Chiaia.
Se encuentra a orillas del mar, a los pies de la colina de Posillipo. Su nombre está relacionado con su situación (el Golfo de Nápoles) porque deriva del término "Mergellus albellus", un pájaro acuático.

## Descripción

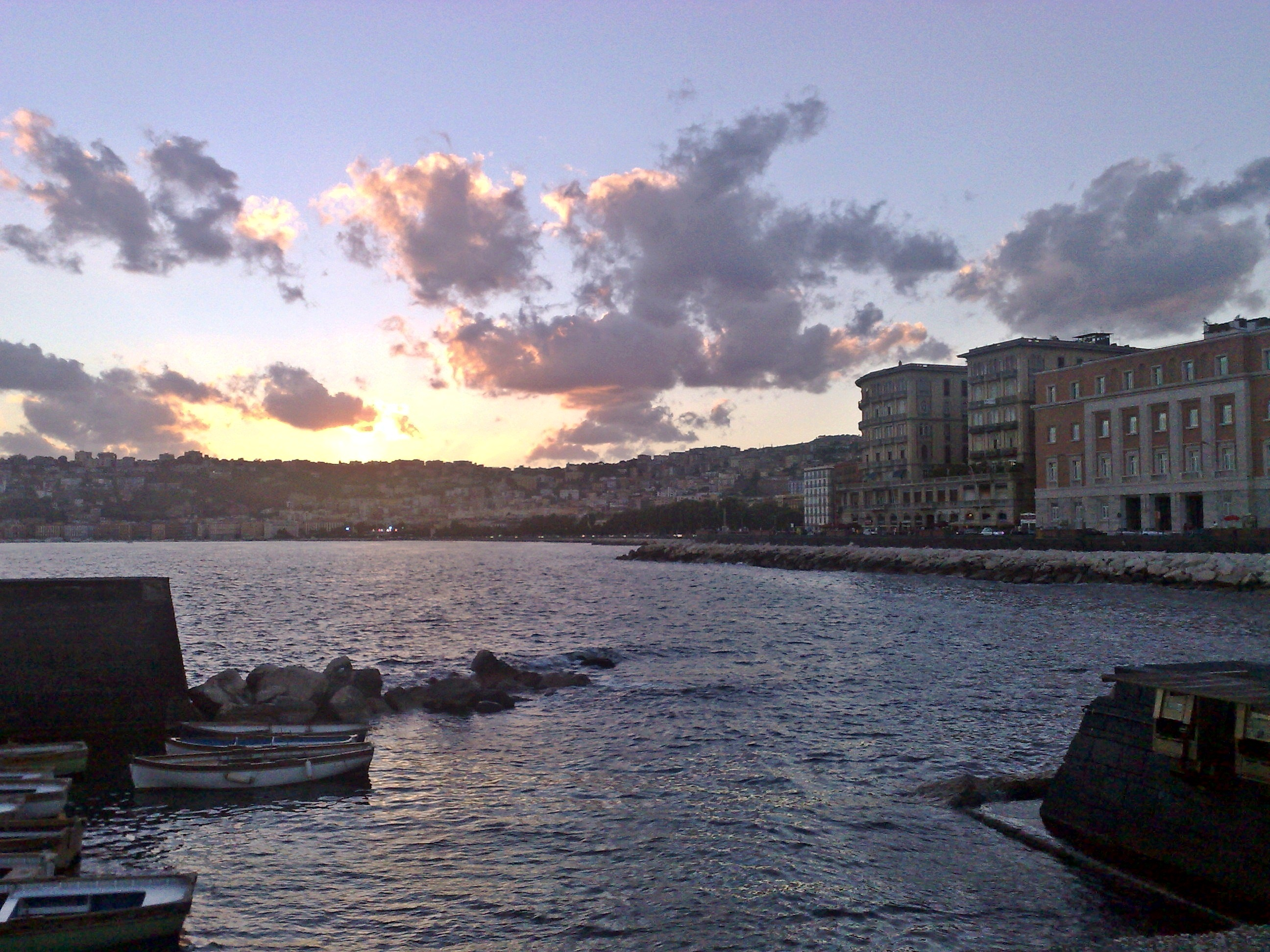
Mergellina al anochecer, vista desde el puente del Castel dell'Ovo.

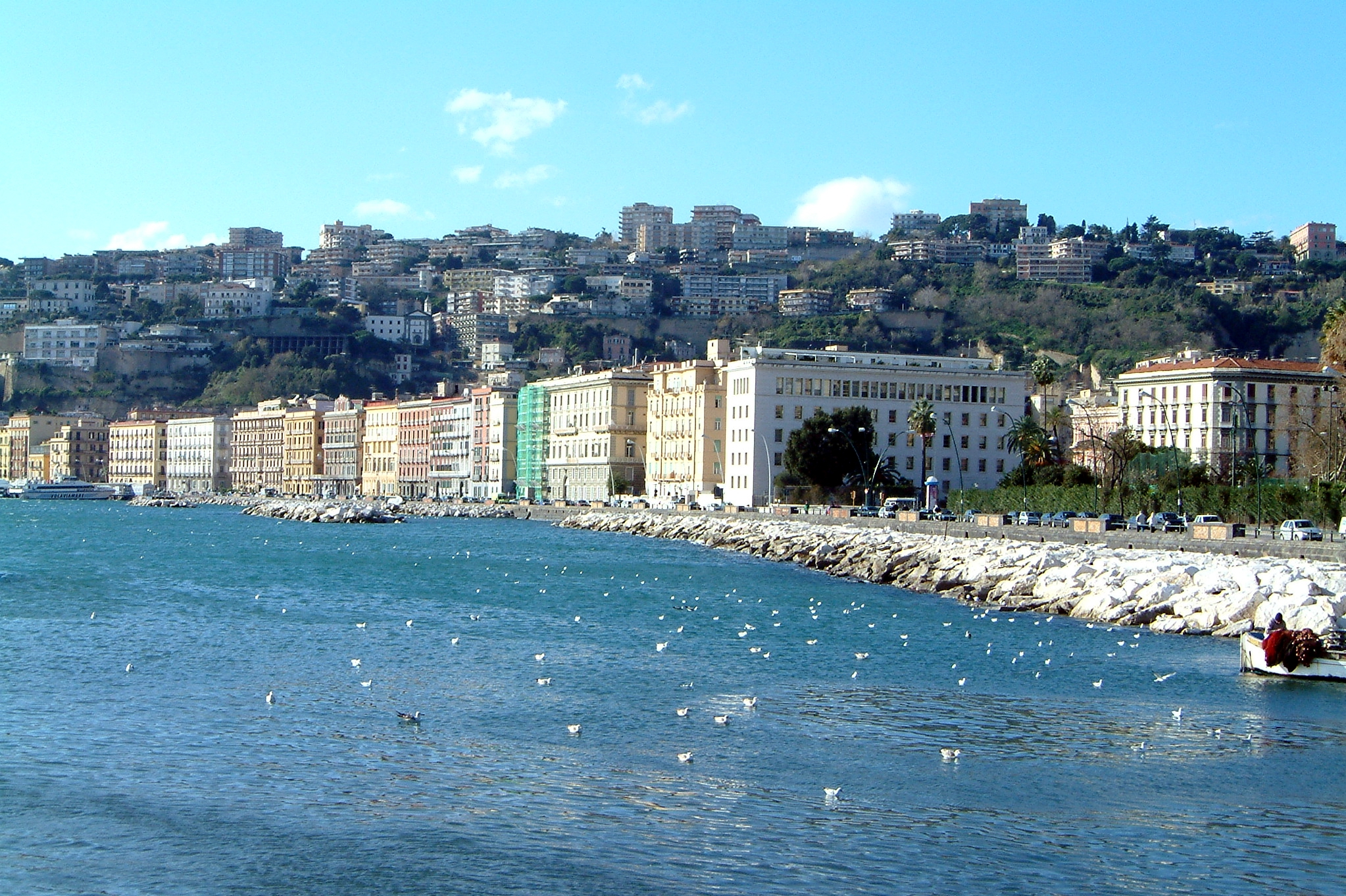
Panorámica de Mergellina; al fondo la colina de Posillipo.

Alabada durante siglos por su belleza por pintores y poetas, la zona fue totalmente modificada por las tierras ganadas al mar que hicieron avanzar la línea costera en la segunda mitad del siglo XIX, transformando la antigua Via Mergellina, que discurría junto a la costa, en una calle interior en la que se construyeron los nuevos edificios de estilo ecléctico del Viale Elena (actualmente Viale Gramsci).
La última intervención en el paseo marítimo de Mergellina se produjo en los años treinta del siglo XX, cuando se ganaron tierras al mar para permitir la prolongación de la Via Francesco Caracciolo (que se convirtió en el nuevo paseo marítimo de Mergellina) hasta el Largo Sermoneta y por tanto hasta la Via Posillipo. Sobre las tierras ganadas al mar en 1939 se colocó la fontana del Sebeto.
Desde el puerto de Mergellina (antiguamente de pescadores, hoy turístico, con el muelle Luise que actúa de lugar de paseo por el mar) salen a diario hidroalas hacia las islas del golfo.
Mergellina también se caracteriza por las rampas de Sant'Antonio, creadas por el virrey Medina de Las Torres en 1643, que suben desde el norte de la Piazza Sannazaro hasta la chiesa di Sant'Antonio a Posillipo.
Además, está presente la antigua Fontana del Leone (llamada también del Mergoglino) en la Via Mergellina, la Fontana della Sirena (siglo XIX) en la Piazza Sannazaro y la chiesa di Santa Maria del Parto, fundada (en una finca donada por Federico d'Aragona) por el poeta Jacopo Sannazaro, enterrado allí. El templo se encuentra encima de renombrados restaurantes destino de los gourmets de la ciudad, entre los cuales destaca la célebre taberna de pescadores Carminuccio a Mergellina.

## Transporte
- La zona se puede alcanzar con el Funicular de Mergellina.
- La zona se puede alcanzar con la estación Mergellina de las líneas 2 y 6 del Metro de Nápoles.
- Del puerto de Mergellina salen hidroalas hacia la isla de Ischia varias veces al día.

## Galería de imágenes

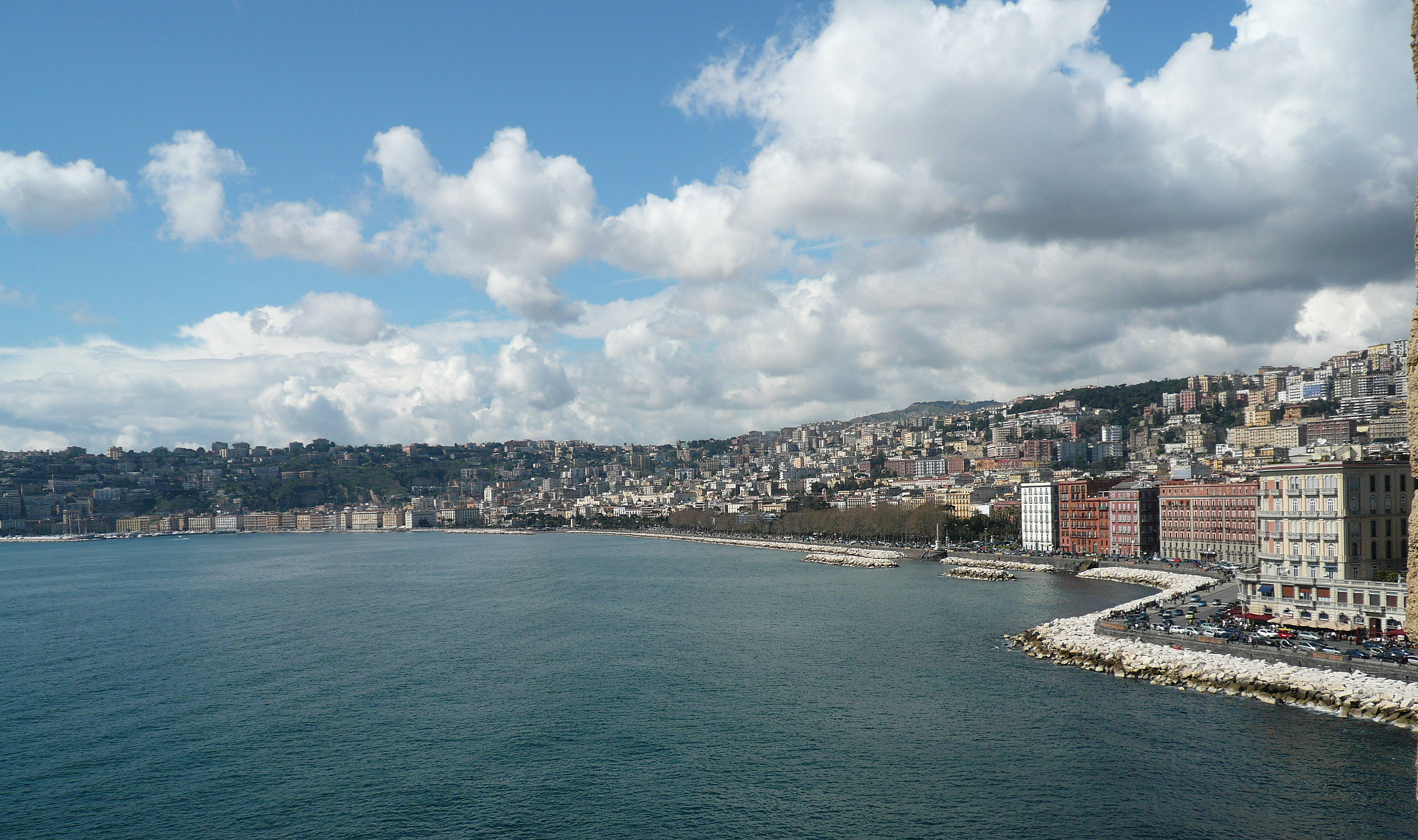
Via Caracciolo vista desde el Castel dell'Ovo
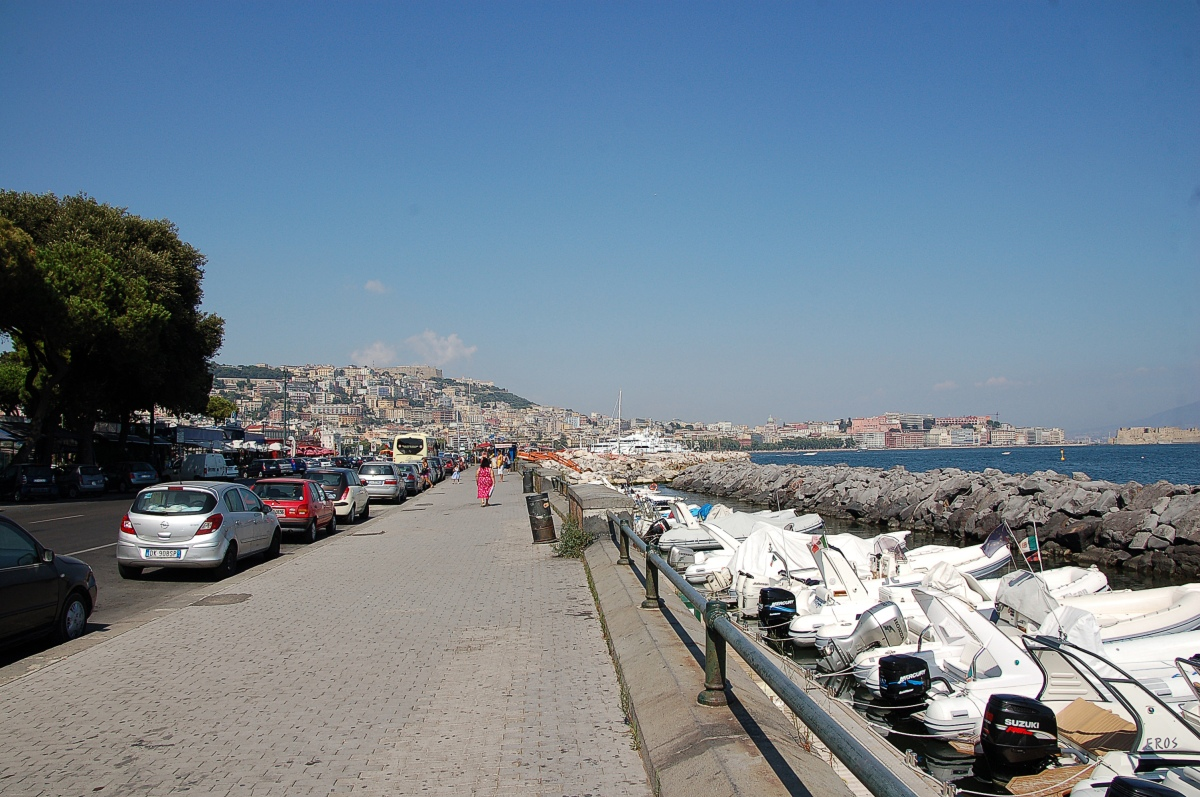
Panorámica de Mergellina desde la Via Caracciolo
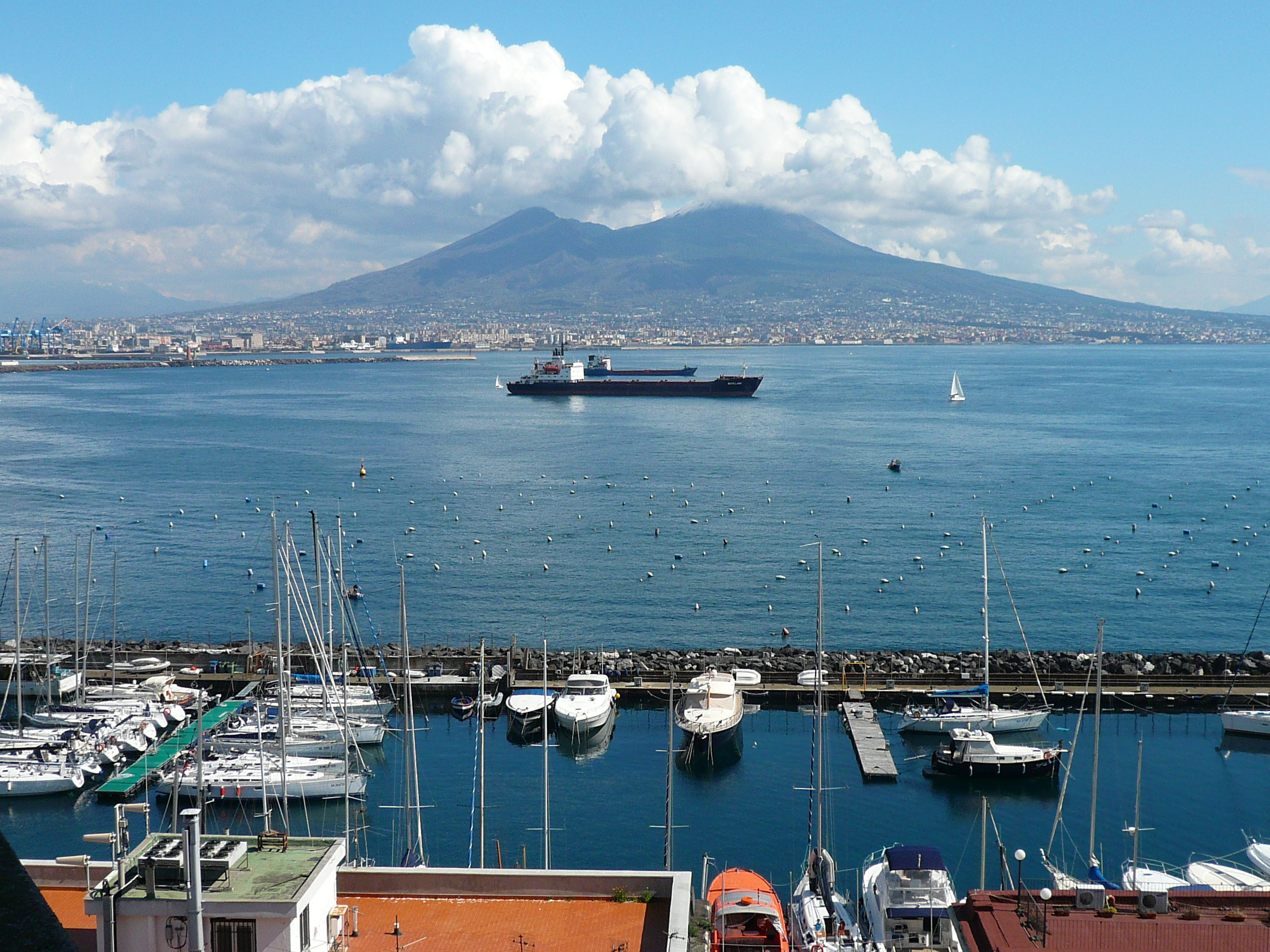
Vista del Golfo de Nápoles